# لوکوربوزیه ۵۲۲۷۱
سیارک ۵۲۲۷۱ (به انگلیسی: 52271 Lecorbusier، نامگذاری:1988RP3) پنجاه و دو هزار و دویست و هفتاد و یکمین سیارک کشف شده‌است که در ۸ سپتامبر ۱۹۸۸ کشف شد.